# Alternaria ricini
Alternaria ricini är en svampart som först beskrevs av Yoshii, och fick sitt nu gällande namn av Clifford George Hansford 1943. Alternaria ricini ingår i släktet Alternaria och familjen Pleosporaceae.   Inga underarter finns listade i Catalogue of Life.